# Antonio Zucchi
Pour les articles homonymes, voir Zucchi.
Antonio Zucchi, né à Venise en 1726 et mort à Rome en 1795, est un peintre italien.

## Biographie
Fils du graveur Francesco Zucchi (1692–1764), il dut à son père les éléments de l'art du dessin ; il étudia ensuite la peinture dans les ateliers de Francesco Fontebasso et de Jacopo Amigoni. 
Lorsque l'architecte Robert Adam vint en Italie, il eut l'occasion de connaître Zucchi ; il eut recours à lui pour des dessins, l'amena ensuite en Angleterre, et lui procura des commandes importantes comme décorateur d'appartements et comme peintre à fresque. 
Zucchi exécuta de nombreuses représentations de ruines et de sujets mythologiques ; il travaillait avec beaucoup de facilité ; ses productions avaient de l'agrément, mais elles étaient dépourvues de correction et de fini ; ce n'était que de l'ornementation bien réussie. Parmi les diverses demeures de l'aristocratie britannique pour lesquelles on eut recours à lui, on signale surtout l'ancien hôtel Buckingham, et le château d'Osterley, appartenant aux comtes de Jersey, Zucchi fut reçu à l'académie royale de Londres. 
En 1781, il épousa la femme-peintre suisse Angelica Kauffmann.
Il finit par se dégoûter du climat brumeux du Nord et retourna en Italie. La mort l'atteignit à Rome en 1795.